# 千世 (アダルトゲームブランド)
千世（ちせ）は、有限会社クロンの商業アダルトゲームブランドである。

## 概略
加賀テック株式会社と合資会社ティーセットとのブランド千歳として設立され、
DVDPG初のオリジナル作品『誰ひとり～常世の里～』を発売。
2003年に河本産業に譲渡されブランド名を千世に変更。『十六夜れんか』発売後、河本産業傘下有限会社クロンに移転。2011年に電脳CLUBのサイトに移転。
『六ツ星きらり』で採用した「サイティングシステム」を以降の作品でも採用しており、同ブランドの定番システムとなっている。
舞台背景はいずれも架空の日本とされており、太古（十六夜れんか、七彩かなたなど）、あるいは、技術だけは進歩するものの古風／レトロなどの言葉が似合うような舞台（六ツ星きらり、イヌミミバーサクなど）がよく用いられる。
現在は公式サイトがリンク切れ。

## システム
サイティングシステム
同ブランドの定番システム。選択肢を用いた行動選択ではなく、視線を用いた行動選択システムのこと。複数ヒロインが登場する場面において、どのヒロインに話しかけるかを決定する「キャラクターサイティング」は、初出作品である『六ツ星きらり』以降も継続して採用されている。「キャラクターサイティング」におけるヒロイン選択は、選択したヒロインの好感度に影響を与える仕組みとなっている。
また、「キャラクターサイティング」以外にも、星空の鑑賞場所に対するサイティング（システム名称は設けられていない）、気になるところを注意深く見る「ビューサイティング」、視点となるキャラクター切り替え「シーンサイティング」などの派生システムが作品によって採用されている。

## 作品一覧
- 誰ひとり～常世の里～（2002年7月25日）
- 十六夜れんか[2]（2003年4月25日）
  - 十六夜れんか 〜かみふるさと〜[3]（2004年3月18日、PlayStation 2向け非18禁版）
- 六ツ星きらり（2004年11月5日）
  - 六ツ星きらり 〜ほしふるみやこ〜（2006年7月27日、PlayStation 2向け非18禁版）
- 七彩かなた -夏休み!ドキラブバカンス夢冒険!- （2006年5月26日）
- イヌミミバーサク （2008年9月26日）
- 七星れんか （2009年5月29日、『七彩かなた』『六ツ星きらり』『十六夜れんか』の詰め合わせ版）

## 主なスタッフ
- 田口まこと（原画）
- 田中天（シナリオ）
- 三国亮（シナリオ）
- HARE（シナリオ）
- 丹藤武敏（シナリオ）